# Жуланіхинська сільська рада
Жулані́хинська сільська рада (рос. Жуланихинский сельский совет) — сільське поселення у складі Зоринського району Алтайського краю Росії.
Адміністративний центр та єдиний населений пункт — село Жуланіха.

## Населення
Населення — 661 особа (2019; 719 в 2010, 750 у 2002).